# Parafia św. Maksymiliana Marii Kolbego i św. Benedykta, Jana, Mateusza, Izaaka i Krystyna – Pierwszych Męczenników Polskich w Płonkowie
Parafia św. Maksymiliana Marii Kolbego i św. Benedykta, Jana, Mateusza, Izaaka i Krystyna – Pierwszych Męczenników Polskich w Płonkowie jest jedną z 11 parafii leżącą w granicach dekanatu gniewkowskiego. Erygowana w 1325 roku.
Kościół parafialny wzniesiono w latach 1979–1981. W ołtarzu głównym znajdują się relikwie bł. ks. Mariana Skrzypczaka, jednego ze 108 męczenników II wojny światowej. 29 września 2013 roku świątynia została ustanowiona Archidiecezjalnym Sanktuarium Kapłanów Męczenników.

## Dokumenty
Księgi metrykalne:
- ochrzczonych od 1945 roku
- małżeństw od 1945 roku
- zmarłych od 1945 roku